# Iouri Liapkine
Temple de la renommée russe : 2014
Iouri Ievguenievitch Liapkine - en russe : Юрий Евгеньевич Ляпкин, et en anglais : Yuri Lyapkin (né le 21 janvier 1945 à Balachikha en URSS) est un ancien joueur professionnel russe de hockey sur glace.

## Carrière de joueur
Il commence sa carrière professionnelle en championnat d'URSS avec le Khimik Voskressensk en 1964. De 1972 à 1976 et en 1978-1979, il joue pour le HC Spartak Moscou. Il remporte un titre de champion avec le Spartak en 1976. Il termine avec un bilan de 354 matchs et 126 buts en élite russe. En 1979, il met un terme à sa carrière.

## Carrière internationale
Il a représenté l'URSS à 128 reprises (18 buts) sur une période de 9 ans de 1968 à 1976. L'équipe a remporté les Jeux olympiques en 1976. Il a participé à cinq éditions des championnats du monde pour un bilan de quatre médailles d'or et une d'argent.

## Statistiques
Pour les significations des abréviations, voir Statistiques du hockey sur glace.

### En équipe nationale
| Année | Équipe | Compétition |    | PJ | B  | A  | Pts | Pun               |  | Résultat |
| 1971  | URSS   | CM          | 2  | 0  | 0  | 0  | 0   | Médaille d'or     |  |          |
| 1973  | URSS   | CM          | 8  | 0  | 10 | 10 | 6   | Médaille d'or     |  |          |
| 1974  | URSS   | CM          | 10 | 1  | 1  | 2  | 2   | Médaille d'or     |  |          |
| 1975  | URSS   | CM          |    |    |    |    |     | Médaille d'or     |  |          |
| 1976  | URSS   | JO          |    |    |    |    |     | Médaille d'or     |  |          |
| 1976  | URSS   | CM          | 10 | 4  | 3  | 7  | 8   | Médaille d'argent |  |          |